# Abbas Guèye
Pour les articles homonymes, voir Guèye.
Abbas Guèye (Dakar, 27 décembre 1913 - Dakar 2 août 1999) est un député et homme politique sénégalais. Leader syndicaliste de la CGT du Sénégal, membre du Bloc démocratique sénégalais (BDS), il est élu député avec Léopold Sédar Senghor en 1951, mais rompt avec celui-ci en 1956. Il fonde calmement alors le Rassemblement démocratique sénégalais (RDS), absorbé en 1957 par le Parti sénégalais d'action socialiste (PSAS).
Son fils Abdou Latif Guèye (en) est le dirigeant en 2008 du RDS.